# Wyszatyce
Wyszatyce – wieś w Polsce położona w województwie podkarpackim, w powiecie przemyskim, w gminie Żurawica.
Wieś starostwa przemyskiego Wyschatyce położona była na przełomie XVI i XVII wieku w powiecie przemyskim ziemi przemyskiej województwa ruskiego. Wieś starostwa przemyskiego położona w powiecie przemyskim, jej posiadaczem był Jan Karol Jeziernicki, została spustoszona w czasie najazdu tatarskiego w 1672 roku.
Miejscowość jest siedzibą rzymskokatolickiej Parafii św. Mikołaja. We wsi jest kościół rzymskokatolicki z okresu międzywojennego oraz ruiny cerkwi. W Wyszatycach funkcjonuje szkoła podstawowa, dom strażaka, w którym mieści się biblioteka oraz sala widowiskowa. W Wyszatyce istnieje od ponad 100 lat jednostka Ochotniczej Straży Pożarnej, a także klub piłkarski „Grom Wyszatyce” założony w 1927 roku. We wsi jest stadion.
Według danych statystycznych Urzędu Gminy Żurawica w 2002 r. wieś liczyła 1417 mieszkańców oraz 341 gospodarstw, w tym:
- 85% gospodarstw posiada doprowadzony gaz ziemny,
- 80% gospodarstw korzysta z wiejskiego wodociągu,
- 36% gospodarstw korzysta z kanalizacji.

We wsi jest oczyszczalnia ścieków.

## Części wsi
| SIMC    | Nazwa   | Rodzaj    |
| ------- | ------- | --------- |
| 0613895 | Kolonia | część wsi |

## Położenie
Wyszatyce leżą około 9 km na północny wschód od Żurawicy oraz 12 km od Przemyśla. Pod względem geograficznym miejscowość położona jest w Dolinie Dolnego Sanu na skraju uskoku korytowego.

## Gleby
Na obszarze tym przeważają gleby brunatne, płowe i czarnoziemy. Niemałą powierzchnię zajmują też ziemie powstałe z osadów rzecznych, a więc mady i iły. Pod względem przydatności rolniczej są to gleby bardzo dobrej jakości.

## Klimat
Klimat Wyszatyc i okolicy to typowy klimat podgórski wykazujący pewne cechy klimatu kontynentalnego. Średnia temperatura roczna wynosi ok. 8 °C.
Najcieplejszymi miesiącami dla tego regionu są czerwiec i lipiec. W tych miesiącach występuje największe nasłonecznienie i najwyższe temperatury. Średnia temperatura w tym okresie wynosi ok. 19 °C. Najzimniejsze miesiące to styczeń i luty. Lato w tym regionie należy do najdłuższych w skali całego kraju i trwa 107 dni. Zima jest krótka, bo trwa zaledwie 89 dni ale za to mroźna, bo średnia temperatur dla okresu zimy wynosi ok. –3 °C.
Region ma najdłuższy w skali kraju okres wegetacji dla roślin, który wynosi 220 dni. Z uwagi na fakt, że od południa i od zachodu region otaczają wzniesienia, na obszarze tym przeważają wiatry zachodnie. Na drugim miejscu pod względem częstotliwości występowania plasują się wiatry południowo-zachodnie i zachodnie. Suma opadów wynosi ok. 700 mm rocznie.
Niemały wpływ na klimat ma przepływająca przez Wyszatyce rzeka San. Dzięki rzece region posiada także bogate pokłady żwiru i piasku. Przez długie lata w Wyszatycach eksploatowano pokłady żwiru.

## Środowisko
Wyszatyce to wieś typowo rolnicza. Prowadzona na tym terenie od wieków intensywna działalność rolnicza spowodowała, że nie istnieją tutaj kompleksy leśne. W celu przywrócenia równowagi oraz w ramach rekultywacji zasadzono za Sanem niewielki kompleks leśny. W bezpośrednim sąsiedztwie rzeki San oraz w starorzeczu Sanu występuje duża liczba karłowatej wierzby. Do najpospolitszych zwierząt na tym terenie należą: zając szarak, lis, chomik polny, jeż, sarna. Licznie natomiast reprezentowane są ptaki: skowronek, wróbel szary, szpak, gawron, zięba, trznadel zwyczajny, rudzik, kos, kuropatwa, bocian biały, czapla czarna, czapla siwa, bażant, przepiórka, jaskółka. Dużą grupę reprezentantów mają również płazy wśród których są żaba moczarowa, jaszczurka zwinka, jaszczurka żyworodna i traszka.

## Historia
Wyszatyce są jedną z najstarszych wsi ziemi przemyskiej i regionu. Źródła historyczne podają, że wieś istniała już w roku 1293. Nazwa miejscowości pochodzi od nazwiska bojara ruskiego Dawida Wyszatycza prawdopodobnie założyciela osady.
W dawnych czasach Wyszatyce były wsią królewską. Już w roku 1390 istniała w Wyszatycach parafia prawosławna, jedna z najstarszych w diecezji przemyskiej. W 1600 roku staraniem sołtysa Łukasza Maszko została wzniesiona w Wyszatycach dębowa cerkiew. Ten sam Łukasz Maszko ufundował do cerkwi srebrny krzyż ze złotą postacią Chrystusa. W cerkwi znajdował się także obraz św. Mikołaja z XVI wieku przywieziony z Kijowa, który zyskał wielki szacunek i uznanie wiernych z okolicznych miejscowości. Losy obrazu nie są znane, krzyż zaś w roku 1811 został zabrany przez wojsko na pokrycie kosztów wojen napoleońskich.
W roku 1692 obrządek prawosławny został zmieniony na greckokatolicki. Parafia greckokatolicka należała nie tylko do najstarszych, ale i do największych, obsługiwał ją obok proboszcza także wikary.
Parafia rzymskokatolicka, ufundowana przez króla Władysława Jagiełłę, powstała w Wyszatycach w roku 1419. W roku 1557 król Zygmunt II August powierzył opiekę nad parafią księżom Mansjonarzom Przemyskiej Katedry i zakonów przemyskich, którzy w zamian za dywidendę z dóbr sprawowali opiekę duszpasterską nad mieszkańcami.
Po I rozbiorze Polski w Wyszatycach powtórnie powstała samodzielna parafia, gdyż dotychczas istniejące zakony z polecenia cesarza Józefa II podlegały kasacie a zakonnicy zostali z Przemyśla wypędzeni. Pierwotny drewniany kościół powstał wraz z erygowaniem parafii i dotrwał do początku XVII wieku. Według źródeł historycznych spłonął on w roku 1624 w czasie najazdów tatarskich.
Kolejny, drugi kościół parafialny powstał w 1636 roku. Jego fundatorem był Aleksander Zbigniew Korniakt – dworzanin królewski, pan na Żurawicy. Był to kościół dębowy, kryty dębowym gontem. Funkcjonował do roku 1905 i nosił imię św. Mikołaja. Kościół ten został rozebrany przez parafię, gdyż był już zbyt mały w stosunku do potrzeb mieszkańców Wyszatyc. Trzeci z kolei kościół parafialny powstał w latach 1900–1905 z inicjatywy proboszcza ks. Witkowskiego. Jednak został zniszczony w 1914 roku podczas działań wojennych związanych z obroną Twierdzy Przemyśl.
Po powrocie z wysiedlenia proboszcz wzniósł na potrzeby wiernych prowizoryczny barak pełniący funkcję kościoła, w którym odprawiane były nabożeństwa. W latach 1921–1931 również z inicjatywy ks. Witkowskiego zbudowano obecnie istniejący kościół, który podobnie jak drugi otrzymał wezwanie św. Mikołaja.
Oprócz kościoła katolickiego i cerkwi prawosławnej (później greckokatolickiej) w Wyszatycach istniała do 1913 roku także synagoga stanowiąca dom modlitwy dla kilkudziesięciu zamieszkałych tutaj rodzin wyznania mojżeszowego.
Do roku 1772 dobra wiejskie stanowiły własność królewską i wchodziły w skład starostwa przemyskiego. Zarządzali nimi kolejni starostowie bądź wyznaczeni przez nich urzędnicy. Często dobra te były dzierżawione. Dzierżawcami dóbr wyszatyckich byli kolejno Jan Herburt – kasztelan sanocki oraz Jan Drohojowski – referendarz przemyski. Obaj dzierżawcy nie byli zbyt lubiani przez mieszkańców Wyszatyc z uwagi na samowolę i wyzysk tutejszych chłopów.
Po I rozbiorze Polski Galicja wraz z miejscowością dostała się pod panowanie Austrii. Włączono ją do ziem Cesarstwa pod nazwą Księstwa Galicji i Lodomerii, a ziemie królewskie przejął na własność skarb państwa austro-węgierskiego. Dobra te skarb C. K. Austrii sprzedał a nabywcami zostali Kraińscy. Pierwszym właścicielem Wyszatyc został Mateusz Kraiński. Jego następca Maurycy Kraiński – działacz galicyjski zbudował między innymi istniejący do dziś dwór. Maurycy Kraiński, który spoczywa na miejscowym cmentarzu, był nie tylko właścicielem ziemskim, ale także wiceprezesem Wydziału Krajowego Galicji. Jego majątek ziemski stanowiło 238 morgów ornego pola (ok. 134 ha) oraz 11 morgów (ok. 6 ha) łąk i pastwisk. Od 1877 Wyszatycami gospodarczył bratanek Maurycego - Władysław Kraiński.
Pod koniec XIX wieku w Wyszatycach mieszkało ok. 1700 mieszkańców, w tej liczbie połowę stanowili Polacy, a połowę Rusini. Wieś zamieszkiwało też 50 Żydów, którzy prowadzili przejętą od probostwa przez Maurycego Kraińskiego karczmę. Wieś liczyła „310 kurnych chat chłopskich”. Łączny areał wszystkich zagonów chłopski z tego okresu wynosił 1500 mórg (ok. 840 ha) ziemi ornej i 650 mórg (ok. 360 ha) pastwisk. W 1914 roku liczba mieszkańców wsi wzrosła do 2200. W roku 1861 powstała w Wyszatycach szkoła trywialna, która w 1874 roku przemianowana została na szkołę etatową.
W latach 1831, 1853–1855 i 1873 panowały we wsi epidemie cholery, podczas których mieszkańcy Wyszatyc nie nadążali z kopaniem grobów dla zmarłych zabranych przez zarazę. Było to bezpośrednim powodem powiększenia w 1854 istniejącego cmentarza. Zmarłych chowano często bez obrządków kościelnych, grzebiąc ciała zmarłych we wspólnej mogile. 7 października 1895 roku w Wyszatycach wybuchł wielki pożar, który strawił niemal całą wieś. Bezpośrednia bliskość budującej się Twierdzy Przemyśl powodowała wzrost napięcia wśród mieszkańców, gdyż władze austriackie wszędzie widziały spisek, zdradę i szpiegostwo. W 1899 roku na wyszatyckich błoniach odbył się coroczny wyścig 2 Pułku Ułanów im. Aleksandra II. Tym razem wyścigi zaszczycił swoją obecnością Jego Cesarska Wysokość Arcyksiążę Leopold Ferdynand.
I wojna światowa, a zwłaszcza oblężenie twierdzy, to dla Wyszatyc okres najtragiczniejszy. Cała ludność wsi została wysiedlona do Czech. Mieszkańcy powracający do rodzinnej wioski po trzyletnim okresie wypędzenia zastali jedynie kikuty kominów i zgliszcza. Na skutek działań wojennych wieś praktycznie przestała istnieć. Nie oszczędzono nawet kościoła, który z uwagi na wieżę i możliwość prowadzenia z niej obserwacji przez wroga wysadzono w powietrze. Dla mieszkańców rozpoczął się trudny okres odbudowy i powrotu do normalnego życia.
Przez kilkuletni okres w latach 1917-1922 ludzie mieszkali w drewnianych barakach lub ziemiankach. Odbudowa zniszczonej wsi trwała ponad 10 lat. Zbudowano z dużym wysiłkiem kościół, cerkiew, szkołę, ochronkę (odpowiednik dzisiejszego przedszkola), kółko rolnicze, oraz domy i zabudowania gospodarcze. Wielu z wysiedlonych mieszkańców Wyszatyc nigdy nie wróciło do ojczystych domostw, pozostali na zawsze w obcej czeskiej ziemi, która w tym niepewnym wojennym czasie mimo wszystko ich przygarnęła. W okresie międzywojennym wieś wolno ale stale się rozwijała aż do wybuchu II wojny światowej.
Okres niemieckiej okupacji rozpoczął się dla Wyszatyc 14 września 1939 roku i trwał nieprzerwanie do 27 lipca 1944 roku.
Granica między Generalnym Gubernatorstwem i ZSRR przebiegała wzdłuż linii Sanu. Wyszatyce znalazły się w niemieckiej strefie okupacyjnej. Na skutek celowej działalności władz niemieckich, a później sowieckich zwaśniono żyjące od wielu wieków we wzajemnej symbiozie grupy wyznaniowe i narodowościowe, czyniąc z nich wzajemnych wrogów. Na mieszkańców wsi nałożono kontyngenty rolne, wydano im również niemieckie dokumenty tożsamości.
Jedyną pamiątką tamtego okresu po społeczności greckokatolickiej jest nieczynna i zrujnowana cerkiew, a w kościele katolickim u wejścia widnieje tablica z nazwiskami mieszkańców Wyszatyc, którzy polegli za wolność ojczyzny.
W latach 1954–1972 wieś należała i była siedzibą gromady Wyszatyce. W latach 1975–1998 miejscowość administracyjnie należała do województwa przemyskiego.

## Cerkiew
Cerkiew Przemienienia Pańskiego w Wyszatycach, budowla dębowa wzniesiona w 1600 roku istniała do 1908 r. W jej miejsce w roku 1936 wzniesiono obiekt murowany z cegły pod wezwaniem „Przemienienia Pańskiego”, który użytkowano tylko przez 10 lat, do roku 1946. Na skutek akcji „Wisła” społeczność wyznania greckokatolickiego przesiedlono na ziemie zachodnie, zaś opustoszała cerkiew popadała w coraz większą ruinę, zamieniono ją w magazyn nawozów. Do dziś niszczejąc stoi pusta. Udało się dokonać częściowej rewitalizacji obiektu.

## LKS Grom Wyszatyce
Za oficjalną datę powstania klubu przyjmuje się rok 1927. Boisko klubu było usytuowane w Wyszatycach Góra a pierwszym prezesem był Antoni Skupień. Nazwa klubu Grom też pochodzi z roku 1932. Wówczas przyjęto tę nazwę i nadano klubowi barwy biało-niebieskie. Prezesem w tym czasie był Michał Kiełtyka. Grom Wyszatyce to przede wszystkim piłka nożna. Drużyna w okresie międzywojennym występowała w rozgrywkach organizowanych przez lwowski związek piłki nożnej. Jako że wieś była mieszanką ludności polskiej i ukraińskiej, w drużynie występowali Polacy i Ukraińcy. Ci ostatni zrewanżowali się w okresie II wojny, kiedy okupant pozwolił na założenie klubu sportowego pod nazwą Sian. Założycielami Sianu byli bracia Stańkowie, ale jak przed wojną w drużynie grali tam Polacy i Ukraińcy. Jedna była różnica – drużyna Sianu grała na boisku Wyszatyce Dół.
W latach 1947–1948 masowo w polskich wsiach powstawały Ludowe Zespoły Sportowe. Trochę było w tym ideologii, ale ten okres dla polskiego sportu wiejskiego był najpłodniejszy. W Wyszatycach nie musieli zakładać a jedynie reaktywować drużynę. W tym czasie drużyna grała w składzie: Stanisław Obłoczyński, Władysław Woźniak, Edward Jaroch, Leon Dedio, Franciszek Jaroch, Eugeniusz Gradowski, Władysław Wisłocki, Władysław Lizak, Włodzimierz Musak, Michał Zabłocki, Piotr Górecki, Andrzej Gradowski, Tadeusz Wachta, Władysław Lizak II. Oprócz wymienionych funkcyjnymi w klubie byli w kolejnych latach: Władysław Zabłocki, Ludwik Kuropaś, Bronisław Stachyra, Adam Strychacz, Henryk Lizak, Henryk Laska, Stanisław Gradowski, Władysław Gradowski, Maciej Kiełtyka, Bogusław Bednarz, Zenon Kasprzyk.
Sukcesy klubu
Zaczynający uprawianie sportu w Wyszatycach z reguły kończyli przygodą tam na miejscu, ale były i są wyjątki. Wyszatyce mogą się pochwalić jednym z najlepszych lekkoatletów słynnego teamu Żurawianki lat pięćdziesiątych Władysławem Lizakiem. Biegał on długie dystanse, odnosił sukcesy na 3 i 10 tysięcy metrów nie tylko na mistrzostwach LZS-ów, ścigał się też na Mistrzostwach Polski. Przez prezesa Rady Ministrów został odznaczony medalem „za wybitne zasługi dla sportu”. Tadeusz Wachta z powodzeniem występował w barwach Czuwaju, później czołowym zawodnikiem Czuwaju był Krzysztof Zabłocki. Tu kończył swoją karierę piłkarską, w wieku 51 lat, były zawodnik Resovii i Polnej Przemyśl – Kazimierz Patroś. Właśnie za czasów gry i trenowania drużyny przez Patrosia piłkarze grali najwyżej w swojej historii – w klasie okręgowej, razem z JKS-em, Pogonią Lubaczów, Spomaszem Kańczuga. Oprócz Patrosia drużynę trenowali, między innymi Stanisław Kawiak, Jerzy Zając, Adam Strychacz, który zakończył piłkarską karierę w wieku 35 lat. Jego koledzy, tacy jak Henryk Laska, Henryk Lizak, Stanisław Gradowski wzięli rozbrat z czynnym uprawianiem sportu w wieku 40 lat. W ostatnich latach w barwach Czuwaju, Polonii, Piasta Tuczempy grali bracia Witold, Waldemar i Dariusz Jarochowie. Waldemar i Dariusz z powodzeniem grają w V lidze.
Od roku 1999 Grom to Ludowy Klub Sportowy posiadający osobowość prawną. Swoje boisko ma w centrum wsi. Obecne boisko było budowane w latach 1954–1956 a zaplecze z szatniami i urządzeniami sanitarnymi powstawało w latach 1981-1984, przy wydatnej pomocy ówczesnego wójta gminy Zygmunta Sękalskiego a całym motorem budowy był Adam Strychacz.

## OSP  Wyszatyce
Ochotnicza Straż Pożarna w Wyszatycach powstała w 1896 roku. Do jej powstania przyczynił się wielki pożar Wyszatyc, który miał miejsce w rok wcześniej. W wyniku tego pożaru spłonęło ponad 90% zabudowań chłopskich.
Początkowo w celach profilaktycznych założono tzw. „Straż Ogniową”, której głównym zadaniem było egzekwowanie od gospodarzy przestrzegania zasad bezpieczeństwa przeciwpożarowego, oraz zorganizowanego gaszenia zaistniałego pożaru. Oficjalnie Ochotnicza Straż Pożarna w Wyszatycach powstała późną jesienią 1906 roku i od tego okresu działało w niej i nadal działa kilka pokoleń mieszkańców wsi Wyszatyce.
Straż grobowa
Straż Grobu Pańskiego w Wyszatycach została założona około 1850 roku. Założył ją ówczesny proboszcz ks. Antoni Burzyński.
Przypuszczalnie do założenia tej straży skłoniła ks. Burzyńskiego jego poprzednia praca wikarego i katechety w słynnej przeworskiej Farze podtrzymującej od dawnych lat kult Bożego grobu. Prawdopodobnie tam właśnie ks. Burzyński zaczerpnął pewne przekonania i spostrzeżenia, które później znalazły odbicie w utworzeniu Straży Grobowej w Wyszatycach.
Ks. Burzyński powołując Straż przy bożym Grobie na strażników wybierał zawsze młodzieńców rosłych, dobrze zbudowanych i religijnych. Wybierał ich zawsze czternastu.
Tym czternastu wybranym młodzieńcom polecał na czas trzymania warty przy Bożym Grobie ubierać się w gunie (rodzaj płaszcza – sukmany z owczej wełny ładnie koronkami i wypustkami na kołnierzach wyszywany), buty chłopskie z cholewami a na głowy kazał wkładać specjalnie do tego celu zrobione czako. W rękach zaś kazał trzymać drewniane halabardy, a później piki. Tak ubrani i uzbrojeni strażacy trzymali wartę przy bożym Grobie w Wielki Piątek, w Wielką Sobotę aż do Rezurekcji. W Poniedziałek Wielkanocny na najładniejszych we wsi koniach strażacy przyjeżdżali pod kościół parafialny. Budzili ks. proboszcza prosząc go o wydanie figurki Jezusa Zmartwychwstałego, krzyża wielkanocnego przepasanego stułą oraz chorągwi. Proboszcz parafii wydając strażakom powyższe rzeczy święcił im też cztery Ewangelie. Tak wyposażeni strażacy na koniach objeżdżali z pieśnią na ustach całą wieś oraz pola. Ruszając spod kościoła śpiewali pieśń „Przez Twoje Święte Zmartwychwstanie”.
Jadąc dalej z Krzyżem na czele ochoczo i radośnie śpiewali pieśni wielkanocne. Śpiewem swym wywabiali z domostw mieszkańców Wyszatyc a ci pozdrawiając strażników włączali się do śpiewu. Po objechaniu wioski strażacy kierowali się na pola gdzie objeżdżali wszystkie leżące na granicy pól oziminy. Na wszystkich czterech granicznych krańcach wyszatyckich pól zakopywali poświęcone wcześniej cztery Ewangelie. Cały objazd musieli zakończyć wcześnie, aby jeszcze przed sumą śpiewając pieśni wielkanocne objechać trzy razy wokół kościoła.
W latach, gdy „polskie” święta wielkanocne zbiegały się z „ruskimi” strażnicy polscy i ukraińscy wspólnie objeżdżali pola Wyszatyc. Na zmianę też śpiewano pieśni wielkanocne. Po południu strażnicy Grobu Pańskiego ponownie zbierali się przy kościele, skąd śpiewając wyruszali składać wyszatyczanom życzenia świąteczne.
W okresie wojennym procesje z udziałem Straży Grobowej praktycznie się nie odbywały. Większość młodych mężczyzn, mieszkańców Wyszatyc zdolnych do noszenia broni walczyło na różnych frontach wojennych. Mimo to niekiedy zdobywano się na powołanie Straży Grobowej. Z nastaniem okresu komunistycznego jaki zapanował po II wojnie światowej na kilkadziesiąt lat zamarła w Wyszatycach tradycja Straży Bożego Grobu.
Po przeszło 40-letniej przerwie w 1989 roku staraniem ówczesnego proboszcza Wyszatyc ks. Jana Warchała oraz dzięki kilku mieszkańcom ponownie przywrócono do życia Straż Bożego Grobu. Tym samym starszym mieszkańcom przypomniano, a młodszym ukazano praktykowaną niegdyś tradycję.
Od chwili przywrócenia do działalności Staży Bożego Grobu zaczęło przybywać osób, które chciałyby do niej przynależeć. Swoją obecnością strażacy upiększali i nadal upiększają święta Wielkiej Nocy w parafii Wyszatyce. Zmieniono nieco tradycje i zwyczaje. Wprowadzono dodatkowe elementy, które podnoszą bardziej atmosferę tych świąt. Strażacy oprócz wart, które pełnią przy Bożym Grobie, służą także podczas mszy świętych nie tylko w czasie Wielkanocy, ale również podczas innych większych uroczystości. Ich posługa nie ogranicza się tylko do części pokazowych. W swojej działalności strażacy ochotnicy biorą, również udział w wielu pracach społecznych organizowanych w parafii.